# Самоа на Светском првенству у атлетици на отвореном 2011.
Самоа је учествовала на 13. Светском првенству у атлетици на отвореном 2011. одржаном у Тегу од 27—4. септембра. Репрезентацију Самое представљао је један атлетичар који се такмичио у трци на 100 метара. , 
На овом првенству Самоа није освојила ниједну медаљу. Оборен је само један лични рекорд.

## Учесници
Мушкарци:
- Ах Чонг Сам Чонг — 100 м

## Резултати

### Мушкарци
| Атлетичар        | Дисциплина | Лични рекорд | Квалификације | Квалификације | Група                | Група                | Полуфинале           | Полуфинале           | Финале               | Финале       | Детаљи |
| Атлетичар        | Дисциплина | Лични рекорд | Резултат      | Место         | Резултат             | Место                | Резултат             | Место                | Резултат             | Место        | Детаљи |
| ---------------- | ---------- | ------------ | ------------- | ------------- | -------------------- | -------------------- | -------------------- | -------------------- | -------------------- | ------------ | ------ |
| Ах Чонг Сам Чонг | 100 м      |              | 12,36 ЛР      | 7. у гр. 3    | Није се квалификовао | Није се квалификовао | Није се квалификовао | Није се квалификовао | Није се квалификовао | 71 / 71 (75) |        |

Легенда:ЛР = Лични рекорд